# Damien Plessis
Damien Plessis (Neuville-aux-Bois, Francia, 5 de marzo de 1988) es un futbolista francés que juega de centrocampista en el AS Capricorne. Es también el hermano menor del futbolista profesional Guillaume Plessis.

## Selección nacional
Fue internacional con la selección de fútbol sub-21 de Francia en una ocasión.

## Clubes
| Club                            | País       | Año       |
| ------------------------------- | ---------- | --------- |
| Liverpool F. C.                 | Inglaterra | 2008-2010 |
| Panathinaikos F. C.             | Grecia     | 2010-2012 |
| Doncaster Rovers F. C. (cedido) | Inglaterra | 2012      |
| A. C. Arles-Avignon             | Francia    | 2012-2014 |
| F. C. Lausanne-Sport            | Suiza      | 2014      |
| L. B. Châteauroux               | Francia    | 2014-2016 |
| C. S. Marítimo                  | Portugal   | 2016      |
| Örebro S. K.                    | Suecia     | 2017      |
| A. S. Capricorne                | Francia    | 2018      |